# Gymnostreptus olivaceus
Gymnostreptus olivaceus är en mångfotingart som beskrevs av Christoph D. Schubart 1944. Gymnostreptus olivaceus ingår i släktet Gymnostreptus och familjen Spirostreptidae. Inga underarter finns listade i Catalogue of Life.